# ۶۱۳ (قمری)
۶۱۳ (قمری)، ششصدمین سال در گاهشماری هجری قمری است. اول محرم این سال برابر با بیستم آوریل سال ۱۲۱۶ میلادی است.